# Paweł Najdek
Paweł Najdek (Nowy Tomyśl, 9 de abril de 1973) es un deportista polaco que compitió en halterofilia.
Ganó cuatro medallas en el Campeonato Europeo de Halterofilia entre los años 2001 y 2007. Participó en dos Juegos Olímpicos de Verano, ocupando el séptimo lugar en Sídney 2000 y el sexto en Atenas 2004, en la categoría de +105 kg.

## Palmarés internacional
| Campeonato Europeo | Campeonato Europeo     | Campeonato Europeo | Campeonato Europeo |
| Año                | Lugar                  | Medalla            | Categoría          |
| ------------------ | ---------------------- | ------------------ | ------------------ |
| 2001               | Trenčín (Eslovaquia)   | Medalla de plata   | +105 kg            |
| 2002               | Antalya (Turquía)      | Medalla de plata   | +105 kg            |
| 2006               | Władysławowo (Polonia) | Medalla de bronce  | +105 kg            |
| 2007               | Estrasburgo (Francia)  | Medalla de bronce  | +105 kg            |